# NEC V20

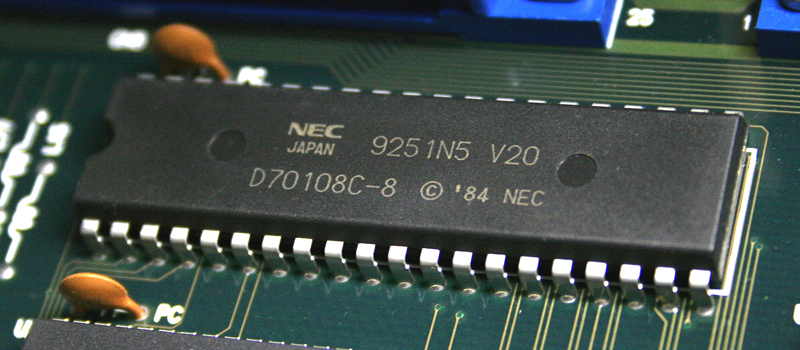
NEC V20

NEC V20 – mikroprocesor 16-bitowy, z 8-bitową magistralą danych i 20-bitową magistralą adresową, zgodny z procesorem Intel 8088, aczkolwiek nieco szybszy niż 8088 taktowany tą samą częstotliwością. Posiada także tryb zgodności z 8-bitowym procesorem Intel 8080.
Stosowany w wielu komputerach klasy IBM PC/XT.